# Okanagan North
Pour les articles homonymes, voir Okanagan (homonymie).
Circonscription électorale provinciale du Canada
Okanagan North est une ancienne circonscription provinciale de la Colombie-Britannique représentée à l'Assemblée législative de la Colombie-Britannique de 1979 à 1991.

## Géographie
La circonscription était située dans le nord de la région de l'Okanagan, elle-même au centre-sud de la province.

## Liste des députés
| Législature                            | Années                                 | Député                                 | Député                                 | Parti                                  |
| Okanagan North Issue de North Okanagan | Okanagan North Issue de North Okanagan | Okanagan North Issue de North Okanagan | Okanagan North Issue de North Okanagan | Okanagan North Issue de North Okanagan |
| -------------------------------------- | -------------------------------------- | -------------------------------------- | -------------------------------------- | -------------------------------------- |
| 32e                                    | 1979–1983                              |                                        | Patricia Jordan                        | Créditiste                             |
| 33e                                    | 1983–1984                              | Donald James Campbell                  |                                        | Créditiste                             |
| 33e                                    | juin-nov. 1984                         |                                        | Vacant                                 | Vacant                                 |
| 33e                                    | 1984-1986                              |                                        | Lyle MacWilliam                        | Néo-démocrate                          |
| 34e                                    | 1986–1991                              |                                        | Lyall Franklin Hanson                  | Créditiste                             |
| Circonscription abolie                 |                                        |                                        |                                        |                                        |